# André Verdet

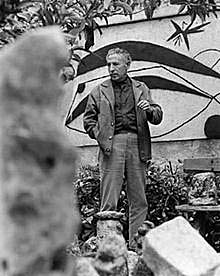
1962

André Verdet (Nizza, 4 agosto 1913 – Saint-Paul-de-Vence, 19 dicembre 2004) è stato un artista, pittore e poeta francese.

## Biografia
È stato uno dei protagonisti della cultura e dell'arte francese del XX secolo; esponente del Novecento critico-poetico-pittorico francese, interprete ed esteta del pensiero mediterraneo, ma anche scrittore, poeta, musicista jazz e instancabile ballerino. Ha prestato servizio militare nelle truppe coloniali.
Il suo primo libro è stato pubblicato nel 1939: Histoire originales du pays de Saint Paul, cui sono seguite numerose raccolte di poesie.
Nel 1941 incontra il poeta Jacques Prévert con il quale successivamente pubblica quattro libri di poesie, e una giovane comparsa, Simone Signoret.
Fu uno dei più impegnati nella lotta clandestina e durante la resistenza diventa il responsabile di una rete di controspionaggio e di sabotaggi del movimento "Combat". Fu salvato dai tedeschi in più occasioni da Prévert che collaborava anche lui con la Resistenza, aiutando a suo rischio parecchi amici. Viene arrestato e deportato ad Auschwitz e Buchenwald. Rimpatria nel 1945 e al suo ritorno, pubblica L'antologia dei poemi di Buchenwald.
Nel 1949 ritorna a vivere definitivamente in Provenza.
Artista poliedrico e curioso, pittore, fotografo, musicista, poeta, è l'artista ufficiale di Saint Paul de Vence, e ha sempre frequentato La Colombe d'or, il famoso ritrovo degli artisti della Costa Azzurra, dove incontra e diventa il confidente e l'amico di tanti pittori quali Matisse, Chagall, Braque, Picasso, Hartung, César, Arman, Folon, Soutine, Dufy, Mario Tozzi (pittore), RAM (Ruggero Alfredo Michahelles) pittore, e poi altri più giovani e più nuovi, come Léger, Villon, Picabia ed in Italia Brajo Fuso e Mario Borgna.
Dai suoi racconti nasceranno bei libri d'arte e parecchi saggi sulla pittura. Dopo aver pubblicato una serie quasi ininterrotta di raccolte e album di poesie, Verdet si cimenta nella pittura e nella scultura.
Nel 1977, dopo un incontro con Bill Wiman, bassista dei Rolling Stone, e Jon Anderson, leader degli Yes, crea un suo gruppo poetico-musicale, chiamato Bételgeuse.
Nel pieno della sua maturità artistica decide di avvicinarsi anche al mondo del vetro, per realizzare interessanti opere scultoree. Nel corso della sua lunga carriera artistica ha esposto soprattutto in gallerie e istituzioni pubbliche francesi e italiane.

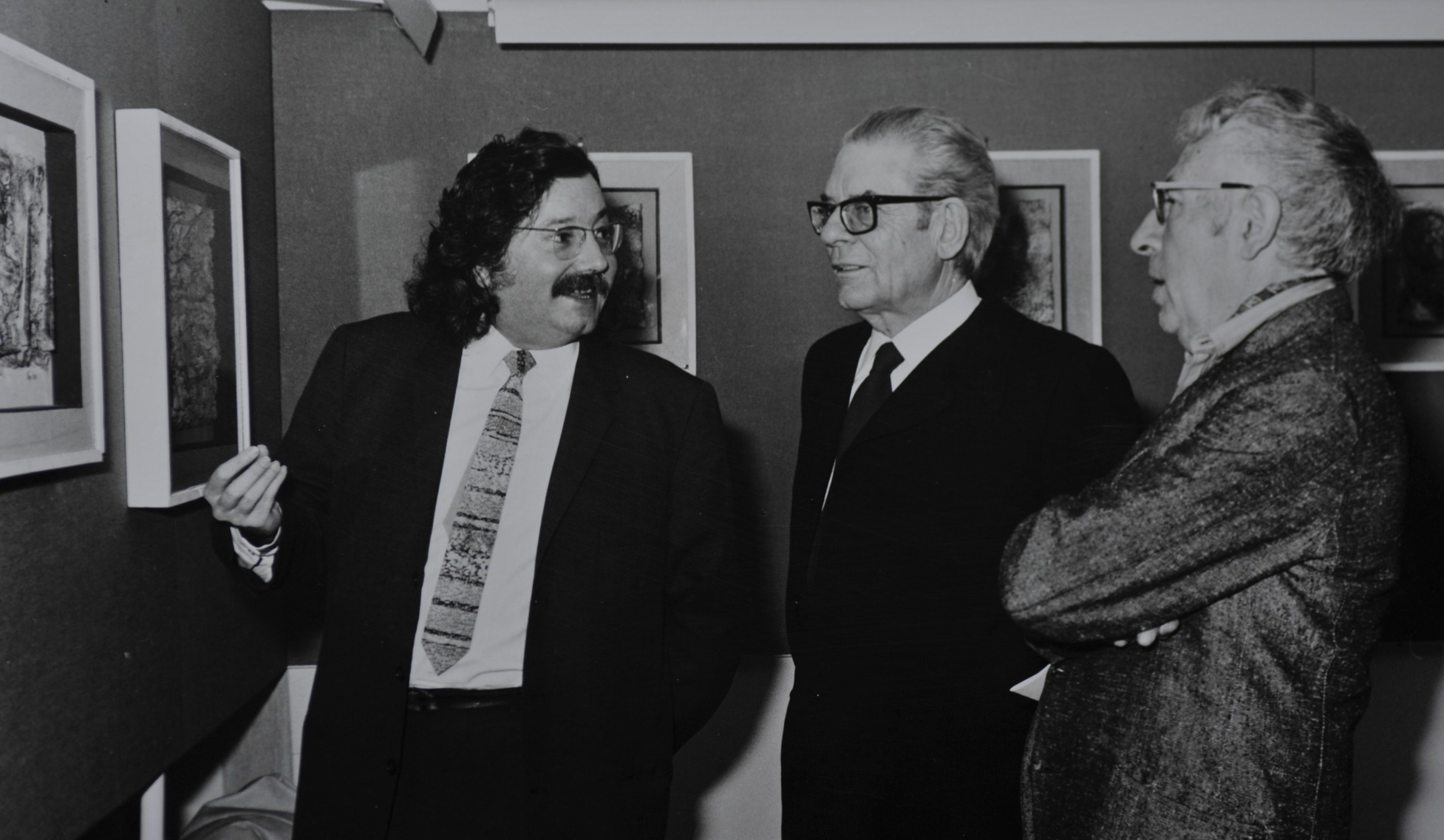
Pierre Restany, Brajo Fuso, André Verdet

## Opere
- Histoire originales du pays de Saint Paul, 1939
- L'antologia dei poemi di Buchenwald, 1945